# After the Flood
After the Flood é uma série de televisão britânica de suspense e mistério policial escrita por Mick Ford e dirigida por Azhur Saleem. É estrelado por Sophie Rundle como Joanna Marshall, uma policial que investiga a morte de um homem não identificado após um desastre natural. A série é produzida pela Quay Street Productions para ITV e o serviço de streaming ITVX. Começou a ser exibida em 10 de janeiro de 2024.

## Enredo
Quando um homem não identificado foi encontrado morto em um estacionamento subterrâneo após uma enchente devastadora, a policial Joanna Marshall é contratada para investigar a verdade sobre a morte dele.

## Elenco
- Sophie Rundle como Policial Joanna Marshall
- Anita Adam Gabay como Tasha Eden
- Jonas Armstrong como Lee Ellison
- Daniel Betts como Detetive Inspetor Chefe Roy
- Jacqueline Boatswain como Sarah Mackie
- George Bukhari como Keith
- Nicholas Gleaves como Detetive Sargento Phil Mackie
- Faye McKeever como Kelly
- Matt Stokoe como Pat Holman
- Tripti Tripuraneni como Deepa Das
- Lorraine Ashbourne como Molly Marshall
- Philip Glenister como Jack Radcliffe
- Leo Flanagan como Finn
- Arthur McBain como Daniel Eden
- Jeanette Percival como Amy
- Gary Hanks como Policial Gibson

## Recepção
Lucy Mangan, do The Guardian, deu ao primeiro episódio quatro de cinco estrelas, elogiando a qualidade dos personagens e ao enredo do aquecimento global. Nick Hilton no The Independent premiou a série com três de cinco estrelas.